# Perspektive (Zeitschrift)
perspektive ist eine Grazer Literaturzeitschrift, die kontinuierlich seit 1977 erscheint.

## Geschichte
perspektive wurde 1977 von Alfred Ledersteger in Bad Ischl als Schülerliteraturzeitung gegründet. Im Zuge des folgenden Chemiestudiums des Redakteurs übersiedelt perspektive nach Graz und wird dort mit Hilfe der ambitionierten Grazer Mitherausgeber Edi Falk und Gerald Ganglbauer mit den ersten professionell gestalteten, gedruckten und gehefteten Ausgaben 8 bis 10 im Jahr 1982 von einer Literaturzeitschrift junger Autoren zu Hefte für junge, zeitgenössische Literatur.
In den 1980er-Jahren wurde aus der jungen Studentenzeitung ein Projekt, das anfangs so viel Konzepte wie Redakteure hatte: vierzig innerhalb von zehn Ausgaben. Texte von und über die Grazer Hausbesetzerszene standen neben Widmungspostkarten Erich Frieds. Mal durchwehte das Heft der Geist feministischer Befreiungstheorien, dann wieder dominierte ein pazifistischer Tonfall.
Anfang der 1990er-Jahre erfolgte eine Übernahme der perspektive-Redaktion durch Ralf B. Korte, Helmut Schranz, Robert Steinle und Sylvia Egger. Hierdurch kam es zu einer Abkehr von der bisherigen heterogenen Zeitschriftenlinie und perspektive wurde zu einer ernsthaften und professionell geführten Literaturzeitschrift. Seit diesem Zeitpunkt setzt sich die Literaturzeitschrift dezidiert mit den Avantgarde-Paradigmen der Moderne auseinander: Sie fokussiert das literarische Feld auf eine betriebskritische Weise.
Zu einer der aufsehenerregendsten Aktionen der perspektive zählt eine Intervention beim Symposion Avantgarde – auslöschen oder verbessern? auf Akademie Schloss Solitude im Februar 1999. Bei diesem Symposion, zu dem der Herausgeber und Literaturwissenschaftler Thomas Eder einlud, stürmte die shelter performance group mit Spielzeugpistolen, Repliken der Parabellum, das Podium, verlasen ein Manifest und verteilten Flugblätter.

## Inhalt
Der Inhalt der Zeitschrift setzt sich vorwiegend aus deutschsprachiger Literatur zusammen. perspektive beschäftigt sich mit der Entwicklung eines Literaturbegriffs, der sich aus den klassischen Avantgarden und Neo-Avantgarden speist. Hierbei „befaßt [sie] sich – zeitgenössisch – mit dem Avantgardethema, ist weder ‚Museumswärterin‘ für historische, noch ‚bay watch oder Küstenwache‘ für Neoavantgardebewegungen“.
In der deutschsprachigen Literatur stellt perspektive eine „singuläre Zeitschrift [dar]. Das Selbstverständnis der perspektive-Herausgeber zielt auf Distinktion sowohl in bezug auf den mainstream des Literaturgeschäfts als auch in bezug auf avancierte literarische Teildiskurse wie z. B. jenen der sogenannten experimentellen Literatur“.

## Autoren
Auszug von Schriftstellern und Autoren, die in perspektive publizieren bzw. publiziert haben:
- Thomas Antonic
- Wolfgang Bauer
- Markus Berger
- Timo Brandt
- Safiye Can
- Crauss
- Steffen M. Diebold
- Sylvia Egger
- Anke Finger
- Franzobel
- Erich Fried
- Petra Ganglbauer
- Philipp Hauser
- Guy Helminger
- Max Höfler
- D. Holland-Moritz
- Christine Huber
- Hadayatullah Hübsch
- Norbert Hummelt
- Urs Jaeggi
- Ilse Kilic
- Ralf B. Korte
- Margret Kreidl
- Alfred Ledersteger
- Mike Markart
- Friederike Mayröcker
- Florian Neuner
- Martin Ohrt
- Hans Christian Petersen
- Kai Pohl
- Ronald Pohl
- Sophie Reyer
- Kathrin Röggla
- Evelyn Schalk
- Clemens Schittko
- Ulrich Schlotmann
- Stefan Schmitzer
- Helmut Schranz
- Werner Schwaiger
- Dieter Sperl
- Silvia Stecher
- Armin Steigenberger
- Gerhild Steinbuch
- Robert Steinle
- Enno Stahl
- Ulf Stolterfoht
- Georg Wahnfried
- Mikael Vogel
- Uwe Warnke